# Alessandro Niccoli
Alessandro Niccoli (Roma, 27 marzo 1916 – 21 dicembre 1999) è stato un politico italiano.